# Karsten Schmeling
Karsten Schmeling (n. 13 ianuarie 1962, Hennigsdorf, Brandenburg, Germania) este un canotor ce a reprezentat Republica Democrată Germană, medaliat olimpic. A participat la o ediție a Jocurilor Olimpice (1988) în care a câștigat o medalie de aur.

## Participări
Lista de mai jos prezintă principalele competiții la care a participat Karsten Schmeling de-a lungul carierei.
- rowing at the 1988 Summer Olympics – men's coxed four[*][4]